# Тиссайд (аэропорт)

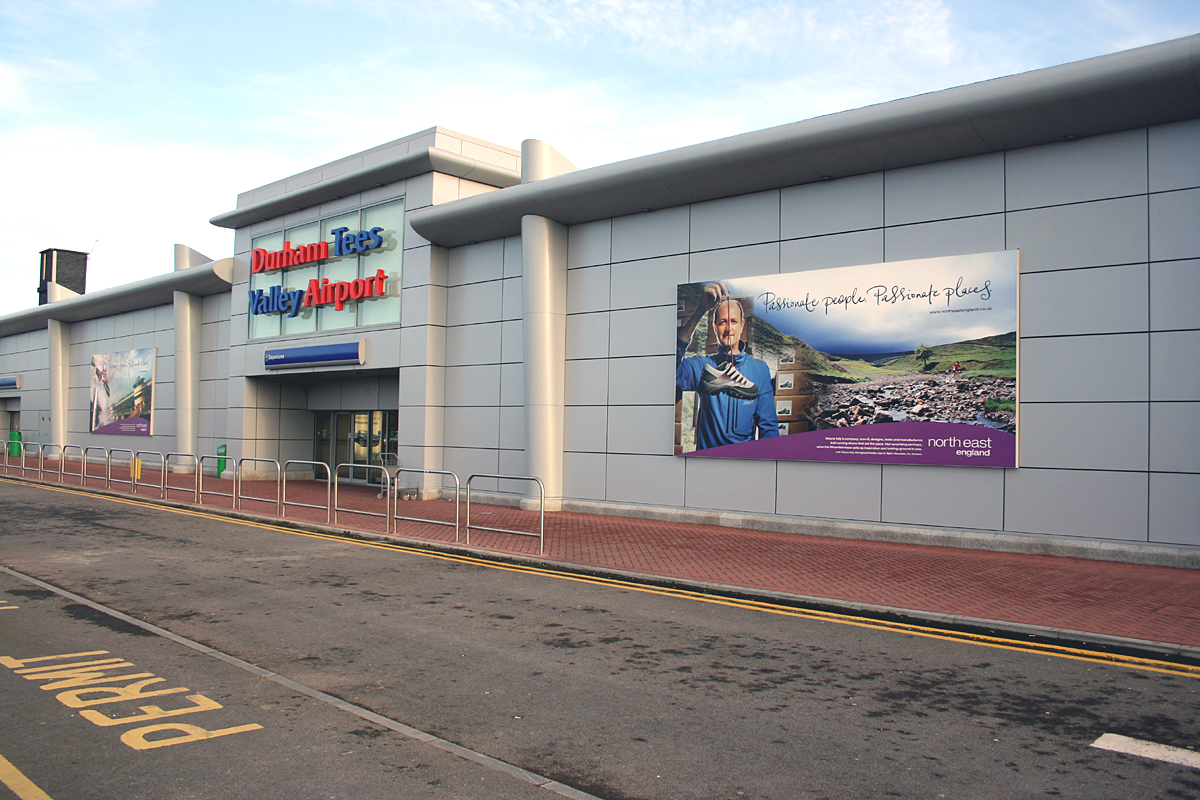
Терминал аэропорта

Международный Аэропорт Тиссайд (англ. Teesside International Airport) (ИАТА: MME, ИКАО: EGNV) — аэропорт в северо-восточной Англии, расположен в около 10 км от Дарлингтона, около 16 км к юго-западу от Мидлсбро и в 39 км к югу от Дарема. Аэропорт обслуживает графство Дарем, Дарлингтон, округ Стоктон-на-Тисе, Мидлсбро, Редкар и Кливленд, Хартлепуль, а также часть Северного Йоркшира.
Аэропорт Тиссайд — один из самых маленьких аэропортов Великобритании, однако обслуживает несколько внутренних и европейских регулярных направлений. Аэропорт имеет лицензию (номер P518), которая разрешает пассажирские перевозки и обучение пилотов.
Первоначально аэродром использовался базой Королевских ВВС, в 1960-е открылся гражданский Международный Аэропорт Тиса, который в 2004 был переименован в Аэропорт Дарем Долина Тиса.
В 2019 аэропорт получил название Международный Аэропорт Тиссайд.
Контрольный пакетом акций аэропорта (75 %) принадлежит Peel Airports Ltd, 25 % принадлежит консорциуму местных властей, включая Советы округов Дарлингтон, округ Стоктон-на-Тисе, Мидлсбро, Хартлепуль и Редкар и Кливленд.

## История

### База Королевских ВВС
Лётное поле использовалось Королевскими ВВС, в 1941 здесь была создана RAF Middleton St. George. Во время Второй мировой войны на аэродроме базировались бомбардировщики Handley Page Halifax, Armstrong Whitworth Whitley, Vickers Wellington, Avro Lancaster.
После войны на авиабазе базировались учебные подразделения ВВС, а также эскадрильи, на вооружении которых состояли Gloster Meteor, Hawker Hunter, Gloster Javelin, English Electric Lightning.
Авиабаза была закрыта в 1963 и аэродром был выставлен на продажу.

### Международный Аэропорт Тиса
Бывшая авиабаза королевских ВВС и летное поле были приобретены последним Совета графства Кливленд, который увидел коммерческий потенциал аэродрома, и превратил его в гражданский аэропорт. Первый рейс из аэропорта был совершён в 1964 Mercury Airlines в Манчестер. Международный пассажирский терминал был открыт в 1966 принцессой Маргаритой Шведской.
После регулярный рейсов в Манчестер аэропорт стал развивать маленькую, но мощную сеть регулярных и чартерных маршрутов. В ноябре 1969 был совершён первый рейс в Хитроу авиакомпанией BMI — этот рейс стоит в расписании по сегодняшний день.
В 1990 в аэропорту было осуществлено миллионное движение самолёта, это был взлёт самолёта British Midland в Хитроу. В 1996, когда Кливлендский Совет Графства был расформирован, собственность аэропорта была разделена среди нескольких Советов Округов.
В 2002 аэропорт стал искать стратегического партнера для инвестирование в развитие аэропорта, в итоге 75 % доли аэропорта получила Peel Airports Ltd, которая взяла на себя обязательства инвестировать в аэропорт 20 млн фт. ст. за последующие пять лет.

### Аэропорт Дарем Долина Тиса
21 сентября 2004 аэропорт был переименован в Аэропорт Дарем Долина Тиса, что было частью главного плана развития аэропорта. Переименование вызвало недовольство некоторых местных жителей.
Переименование было важно с маркетинговой точки зрения, так как многие пассажиры аэропорта, особенно иностранные, были незнакомы с местоположением Тиса, в то время как Дарем им был известен лучше.
В январе 2005 была начата реализация плана реконструкции и развития аэропорта стоимостью 56 млн фт. ст., целью которой стало увеличение пассажирооборота до 3 млн ежегодно. Первая стадия проекта уже закончена: построены новые подъездные пути, изменены внешний вид и интерьер терминала. Также было заменено освещение летного поля.

#### Будущее аэропорта
В декабре 2006 Советы Округов Дарлингтон и Стоктон опубликовали планы относительно первого из двух расширений аэропорта.
Планы включают расширенние и реставрацию терминала, улучшенной систем обработки багажа и регистрации, реконструкцию залов, офисной зоны, зоны ресторанов и торговой зоны. Мощности по обработке грузов и техобслуживанию самолётов должны быть расположены рядом с девятью дополнительными стоянками самолётов и 4 500 местами на автостоянке.
Второй этап расширения аэропорта также был одобрен, он включает бизнес-парк площадью 18,600 м², отель на 100 мест и рестораном. В связи с этими планами вместо мощностей по обработке грузов и техобслуживанию самолётов (предложенных ранее) появится промышленная зона.
Ожидается начало строительных работ по обоим предложенным планам.
Также были одобрены планы строительства 80-местного отеля, однако руководство аэропорта выступает против этих планов так как гостиница строится сторонней организацией.

## Транспорт

### Автобус

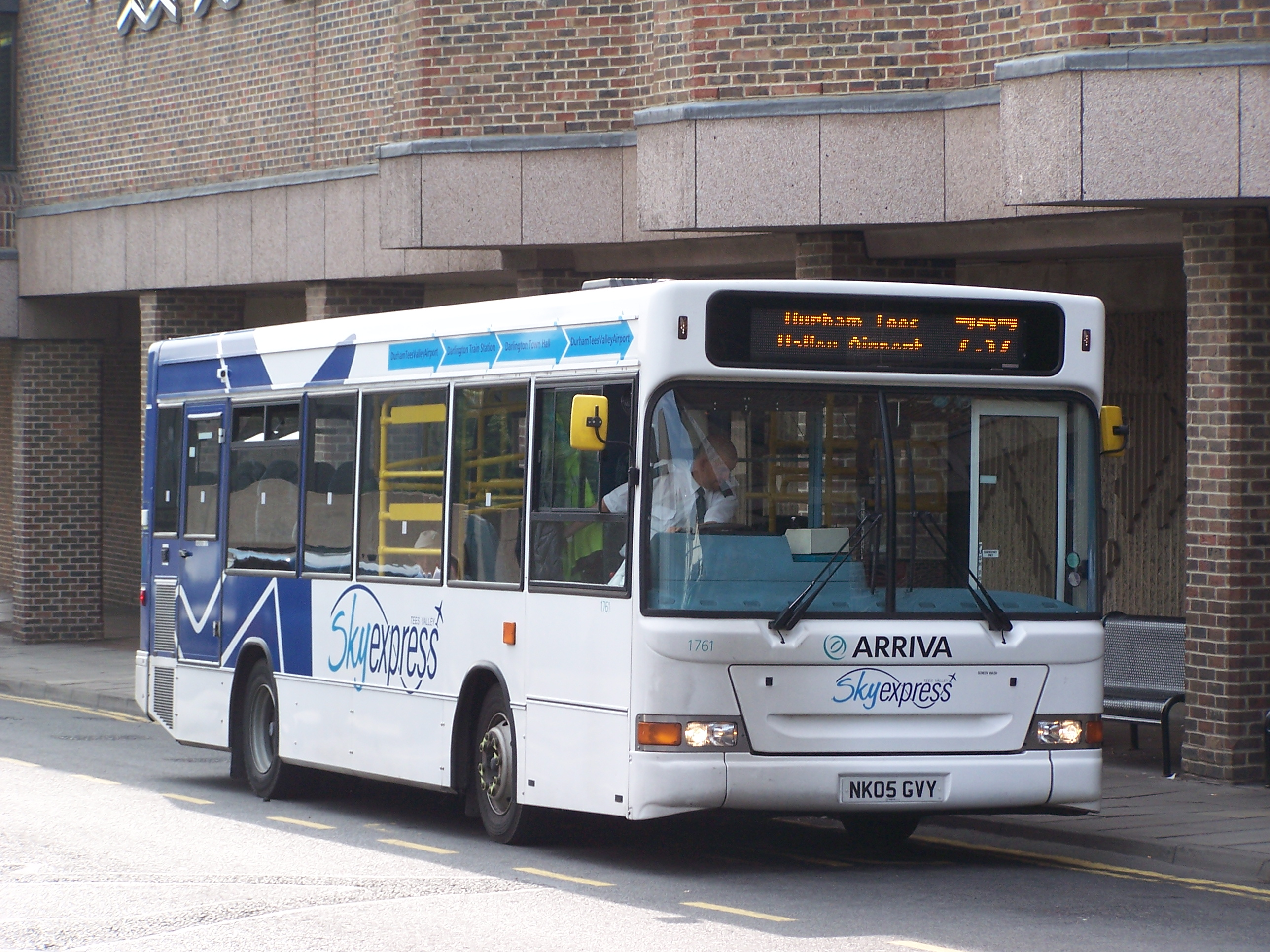
Автобус компании Sky Express

Компания Sky Express начала работу в аэропорту в мае 2005 и осуществляет рейсы к железнодорожной станции и к ратуше Дарлингтона. Для пассажиров аэропорта эти маршруты бесплатные. Автобус отправляется каждые полчаса, оператором является Arriva North East.
Arriva также является оператором маршрутов 20 и 74, 74 идёт от Хурворс/Нишам и Дарлингтона в аэропорт, а 20 — из Мидлсбро и Стоктона-на Тисе в аэропорт.

### Автомобиль
Аэропорт находится недалеко от автодорог A1(M), A19, A66 и A67. Дорога А66 сейчас реконструируется, в результате к аэропорту будет сделан удобный съезд. Эти работы должны быть завершены к концу 2008.

### Железная дорога
Рядом с аэропортом находится железнодорожная станция, однако от неё отходит только два поезда в неделю. Проводятся переговоры с Network Rail с целью сделать близлежащую станцию Динсдейл в короткие сроки главной железнодорожной станцией, обслуживающей аэропорт.

### Такси
Такси доступны рядом с выходом из терминала.

## Авиакомпании

### Регулярные рейсы
- bmi regional
- Eastern Airways
- Flyglobespan
- KLM Royal Dutch Airlines
  - оператор KLM Cityhopper
- Ryanair
- Wizz Air

### Чартерные авиакомпании
- Air Europa
- BH Air
- Onur Air
- Thomas Cook Airlines
- Thomsonfly

### Грузовые перевозки
- TNT Airways

Примечание: регулярное направление TNT — Льеж через Ганновер, однако иногда рейсы совершаются через другие аэропорты.
TNT Airways содержит техническую базу BAe 146 в аэропорту Дарем Долина Тиса.

## Авиация общего назначения
Аэропорт не взимает плату за обработку грузов самолётов авиации общего назначения весом менее 2 тонн. В аэропорту проводится обучение пилотов, функционируют аэроклубы и чартерные авиакомпании бизнес-авиации.

### Другие операторы
В аэропорту Дарем долина Тиса базируется авиакомпания FR Aviation, которая содержит флот из 7 Dassault Falcon 20. Эти самолёты выполняют работу для Королевских ВВС и других ВВС стран НАТО.
Flight Precision — подразделение FR Aviation, базирующееся в аэропорту, флот которого состоит из четырёх Beech Super King Air B200.
В аэропорту базируются также McDonnell Douglas MD902 Great North Air Ambulance и полицейский Eurocopter EC-135.

## Статистика
|                                      | Пассажирооборот | Количество взлётов-посадок | Груз (тонн) |
| ------------------------------------ | --------------- | -------------------------- | ----------- |
| 2000                                 | 746983          | 54625                      | 3011        |
| 2001                                 | 733617          | 58494                      | 1926        |
| 2002                                 | 671131          | 52276                      | 1006        |
| 2003                                 | 704269          | 51976                      | 1087        |
| 2004                                 | 788382          | 49529                      | 484         |
| 2005                                 | 900035          | 51714                      | 363         |
| 2006                                 | 917963          | 55788                      | 457         |
| 2007                                 | 743727          | 57515                      | 786         |
| Источник: официальная статистика CAA |                 |                            |             |